# 00 династія
00 династія (нім. 00 Dynastie, англ. 00 Dynasty) — термін, прийнятий деякими єгиптологами для виокремлення низки місцевих правителів додинастичного Єгипту. Є не родинним, а хронологічним об'єднанням фараонів близько 3500—3200 років до н. е., що відповідає фазам культури Накада — IIc, IId1, IId2, IIIa1 та IIIa2. Фараони цієї групи («династії») царювали у деяких протодержавах Верхнього Єгипту й позиціонуються як попередники представників 0 династії, які, імовірно, вже могли правити значними єгипетськими царствами — «Верхнім», «Нижнім» чи об'єднаним Єгиптом.

## Назва
Першим термін «династія 00» застосував єгиптолог Едвін ван ден Брінк 1992 року, він відносив до неї членів правлячого класу, похованих у некрополі U (Абідос). Інший вчений, Гюнтер Дреєр, вже жартома використав цей термін для позначення фараонів, які правили раніше за фазу Накада IIIb. Фактично позначення «династія 00» є штучним, оскільки її представники об'єднані лише часовими межами та можуть бути не пов'язаними ані родинними (окрім місцевих родових ліній), ані територіальними — деякі правили у різних державних утвореннях — зв'язками. Франческо Раффаеле вважає використання такого терміна некоректним, але додає, що це стосується й більшості подальших династій, де також простежується «притягнуте» об'єднання фараонів у родинні «династії». Нині, за правильного розуміння терміна «династія 00», він є корисним підрозділом для розрізнення фараонів додинастичного періоду.

## Загальний опис
Багато висновків сучасних дослідників щодо діяльності представників 00 династії є гіпотетичними, що пов'язано із вкрай нечисленними археологічними знахідками. Припущенням є і хронологія правління тих фараонів, яка у працях різних дослідників може дещо відрізнятись. Вернер Кайсер у працях 1957 та 1990 років вважає початком правління перших фараонів період Накада IIIa2, що у нього починається 3200 року до н. е.; у Стена Гендрікса, у праці 1996 року, це друга фаза Накади — IIIa1, однак також починається 3200 року до н. е. Відповідно до однієї з останніх версій хронології додинастичного періоду фараони 00 династії правили від 3500 до 3200 року до н. е. (Накада IIc, IId1, IId2, IIIa1 та IIIa2 — разом близько 300 років). Також Раффаеле стверджує, що знахідки низки артефактів, що підтверджують існування правителів до 3500 року до н. е., виходять за прийняті в його хронології часові межі 00 династії.
Правління фараонів 00 династії припадало на процес культурної уніфікації протоєгиптян, скоріш за все між племінними об'єднаннями існували якісь відносини — торгівля, шлюби, конфронтації. Територія, де локалізують протодержави правителів 00 династії, — Верхній Єгипет. Нині єгиптологам достовірно відомо про існування трьох найважливіших «царств» (іноді вживається термін «конфедерації»), що склались навколо таких центрів: 1) Чені та/чи Абджу; 2) Накада, Небут; 3) Нехен. В результаті суперництва між ними, дещо згодом, утворилось верхньоєгипетське «Ієраконпольське царство» зі столицею у Нехені.

## Фараони конфедерації Нехена
Одним з найдавніших свідчень існування влади фараона в Нехені (давньогрецький Єраконполь) є розпис в єраконпольській гробниці № 100 (місц. 33). Зображення датується 3500—3400 роками до н. е., що відповідає періоду Накада IIc. На розпису є дві процесії з великими човнами, а також різні мотиви, притаманні додинастичним зображенням, що характеризують військові кампанії — вождь вражає полоненого ворога, приручені/захоплені тварини, бойові сцени й полювання. Розпис інтерпретується єгиптологами як повідомлення про війну, перемогу, відповідну церемонію та ритуали, що символізують загальне свято.
| Фараони, ідентифіковані на різних артефактах за Ф. Раффаеле. (вказано фази Накада й орієнтовні часові межі у роках до нашої ери) |      |                             |  |
| Період | Ім'я | Артефакти                   |  |
| Iа-IIa (3900—3600) | ?    | гробниці № 3, № 6 (місц. 6) |  |
| Iа-IIa (3900—3600) | …    |                             |  |
| IIc (3500—3400) | ?    | гробниця № 100 (місц. 33)   |  |
| IIc (3500—3400) | …    |                             |  |
| IIIa1-IIIa2 (3300—3200) | ?    | гробниця № 11 (місц. 6)     |  |
| IIIa1-IIIa2 (3300—3200) | …    |                             |  |
| Фараони-наступники: Скорпіон II.                                                                                                 |      |                             |  |

## Фараони конфедерації Тініса/Абідоса
Одна з останніх реконструкцій імен та черговості правителів конфедерації з центром у Чені (давньогр. Тініс) та/або Абджу (давньогр. Абідос), подана німецьким єгиптологом Дреєром. У своїх припущеннях він в основному спирався на інтерпретацію графіті з колосів бога Міна (Коптос), протоєрогліфів з бирок з гробниці U-j (Умм ель-Кааб, Абідос) та Лівійської палетки. Однак не слід виключати можливість того, що написи (чи їх частина) могла означати не імена правителів, а топоніми — назви будь-якого ному чи міста.
| Фараони ідентифіковані на різних артефактах за Г. Дреєром та Раффаеле. (вказано фази Накада й орієнтовні часові межі у роках до нашої ери) |                 |              |              |                                         |  |
| Період | Ім'я            | Артефакти    | Артефакти    | Артефакти                               |  |
| Період | Ім'я            | Колоссы Мина | Гробниця U-j | Інше                                    |  |
| Ic-IIa (3750—3600) | ?               | —            | —            | С-кераміка (гробниця U-239)             |  |
| Ic-IIa (3750—3600) | …               |              |              |                                         |  |
| IIc-IId2 (3500—3300) | ?               | —            | —            | хека-скіпетр (гробниця U-547)           |  |
| IIc-IId2 (3500—3300) | ?               | —            | —            | руків'я ножа (гробниця U-503)           |  |
| IIc-IId2 (3500—3300) | ?               | —            | —            | руків'я ножа, фрагмент (гробниця U-127) |  |
| IIc-IId2 (3500—3300) | …               |              |              |                                         |  |
| IIIa1-IIIa2 (3300—3200) | Орікс ?         | + ?          | —            | —                                       |  |
| IIIa1-IIIa2 (3300—3200) | Раковина        | +            | +            | —                                       |  |
| IIIa1-IIIa2 (3300—3200) | Риба            | —            | +            | —                                       |  |
| IIIa1-IIIa2 (3300—3200) | Слон            | +            | +            | —                                       |  |
| IIIa1-IIIa2 (3300—3200) | Бик             | +            | —            | W-керамика                              |  |
| IIIa1-IIIa2 (3300—3200) | (Голова бика ?) | + ?          | —            | —                                       |  |
| IIIa1-IIIa2 (3300—3200) | Лелека          | +            | + ?          | —                                       |  |
| IIIa1-IIIa2 (3300—3200) | Собака          | +            | +            | —                                       |  |
| IIIa1-IIIa2 (3300—3200) | Голова бика?    | —            | + ?          | —                                       |  |
| IIIa1-IIIa2 (3300—3200) | Скорпіон I      | —            | +            | —                                       |  |
| Фараони-наступники: Сокіл I, Мін, Сокіл ІІ, Лев, Подвійний Сокіл, Ірі-Гор, Ка, Скорпіон II Нармер                                          |                 |              |              |                                         |  |